# روابط ایران و ونزوئلا
روابط ایران و ونزوئلا (به اسپانیایی: Las relaciones de Irán y Venezuela) در سال‌های اخیر به میزان قابل توجهی استحکام یافته‌است. رؤسای جمهور قبلی ونزوئلا و ایران، به ترتیب هوگو چاوز و محمود احمدی‌نژاد، هر دو در عرصهٔ جهانی خود را مخالف «امپریالیسم آمریکا» نشان می‌دادند. با توجه به این عقیدهٔ مشترک، آن‌ها به یکدیگر به چشم متحد می‌نگریستند و طرح‌ها و پروژه‌های مشترکی را آغاز کردند؛ مثلاً در ۶ ژانویهٔ ۲۰۰۷ اعلام کردند که مقداری از آن ۲ میلیارد دلار سرمایهٔ مشترکی که پیشتر اعلام شده بود را صرف کمک به «کشورهایی که در تلاش برای رهایی از یوغ امپریالیسم‌اند» خواهند کرد. احمدی‌نژاد و چاوز از ایجاد یک «محور اتحاد» علیه «امپریالیسم آمریکا» خبر دادند.

## پیشینه
چاوز روابط دولتش با دولت ایران را بالاخص در زمینه‌های تولید انرژی، و همکاری‌های اقتصادی و صنعتی توسعه داده بود و چندین مرتبه از این ایران بازدید کرده‌بود. اولین سفر او در سال ۲۰۰۱ بود که اظهار کرد به ایران آمده‌است تا «مسیر صلح، عدالت، ثبات، و پیشرفت را برای قرن ۲۱ آماده کند». محمد خاتمی نیز سه بار به ونزوئلا سفر کرد. در سفری که در سال ۲۰۰۵ به ونزوئلا داشت، چاوز نشان اُردِن دِل لیبِرتادور را به او اعطا کرد و او را «مبارزی خستگی‌ناپذیر برای همهٔ نهضت‌های راستین» در جهان خواند. در مهٔ ۲۰۰۶، چاوز نظر مساعدش را نسبت به اعلام تولید انرژی هسته‌ای در ایران ابراز کرد و منکر مقاصد ایران برای تولید سلاح اتمی شد. رابطهٔ چاوز با ایران و حمایتش از برنامهٔ هسته‌ای ایران موجبات ناراحتی دولت ایالات متحده را فراهم آورده‌است.
در ۱۶ مارس ۲۰۰۷ چاوز در یک مصاحبهٔ تلویزیونی گفت که با این سخن منتسب به احمدی‌نژاد مبنی بر اینکه «اسرائیل باید از روی نقشهٔ جهان پاک بشود» (که در نزد عدهٔ زیادی یک ترجمهٔ اشتباه به‌شمار می‌آید) مخالف است و گفت «من از آسیب رساندن به هیچ ملتی حمایت نمی‌کنم».
هنگامی که دولت ایران به دلیل ادامه دادن برنامهٔ هسته‌ای‌اش و پشتیبانی از چریک‌های حزب‌الله مورد انتقاد جهانی بود، چاوز سفری دو روزه به ایران کرد. در ۲۸ ژوئیه، روز تولد چاوز، محمود احمدی‌نژاد نشان عالی درجه یک جمهوری اسلامی ایران را «به پاس قدرشناسی از چاوز برای اتخاذ مواضع تحسین‌برانگیز علیه نظام سلطه» به او اعطا کرد. چاوز در دانشگاه تهران متعهد شد که ونزوئلا «همواره و تحت هر شرایطی در کنار ایران خواهد ماند» و افزود «ما همیشه در کنار شما و ایران هستیم. مادامی که متحد بمانیم قادر خواهیم بود تا امپریالیسم آمریکا را شکست بدهیم اما به محض جدایی، آن‌ها ما را به حاشیه خواهند راند». چاوز ادامه داد «اگر امپریالیسم آمریکا بتواند حاکمیت خود را حفظ کند، آینده‌ای برای بشریت نخواهد بود و ما وظیفه داریم که بشریت را نجات دهیم و به امپریالیسم آمریکا خاتمه دهیم». همچنین چاوز از اسرائیل به تندی انتقاد کرد و تهاجم سال ۲۰۰۶ اسرائیل به لبنان را اقدامی «فاشیستی و تروریستی» خواند.

## همکاری‌های آکادمیک
وقتی ونزوئلا و روسیه در حال گسترش همکاری‌های هسته‌ای بودند، محمدمهدی زاهدی، وزیر وقت علوم، تحقیقات و فناوری ایران، ریاست هیئت اعزامی ایران به کاراکاس را بر عهده داشت تا با مقامات بلندپایهٔ ونزوئلا اجرای قراردادهایی که بین دو کشور در سال ۲۰۰۶ بسته شده بود را بررسی کند. همچنین دو کمیتهٔ فنی و آموزشی برای اجرای قراردادهای فی‌مابین تأسیس شد. هیئت اعزامی ایران از مرکز تحقیقاتی لرزه‌شناسی ونزوئلا، دانشگاه مرکزی کاراکاس، دانشگاه سیمون بولیوار، و مؤسسهٔ علمی و تحقیقاتی ونزوئلا بازدید کرد. علاوه بر حوزه‌های سیاسی و نظامی، ایران و ونزوئلا متعهد به همکاری آکادمیک با یکدیگر جهت برقراری رشتهٔ جدید دانشگاهی در دانشگاه سراسری بولیوارین شدند. این رشتهٔ جدید در رابطه با اصول سوسیایستی و ارتقای مباحث مربوط به «سوسیالیسم قرن ۲۱» است. دولت ونزوئلا همچنین از طرح‌هایش برای تأسیس دانشگاه تمدن‌ها با همکاری ایران خبر داد.

## روابط تجاری
تا پایان سال ۲۰۰۸، کمک‌های ایران به ونزوئلا شامل ساخت کارخانهٔ مهمات، کارخانهٔ مونتاژ خودرو، کارخانهٔ سیمان و حتی برقراری پرواز مستقیم بین تهران، دمشق و کاراکاس توسط ایران ایر بوده‌است.
روابط تجاری ایران و ونزوئلا به‌طور پیوسته افزایش یافته‌است و دو کشور فعالیت‌های اقتصادی مشترکی را در بخش‌های مختلفی از جمله انرژی، کشاورزی، ساخت مسکن، و زیرساخت‌ها آغاز کرده‌اند. تا دسامبر ۲۰۰۸، ارزش کل پروژه‌های اقتصادی که توسط کارخانه‌های ایرانی در ونزوئلا انجام گرفته‌است به حدود ۴ میلیارد دلار می‌رسد.
در سال ۲۰۰۷، ایران ایر، با همکاری کنویاسا، پرواز تهران-کاراکاس را از طریق دمشق برقرار ساخت.

## تهدید ونزوئلا به فروش جنگنده‌های اف-۱۶ به ایران
در سال ۲۰۰۶، رسانه‌های ایرانی گزارش‌هایی مبنی بر علاقهٔ ونزوئلا به فروش ۲۱ فروند جنگدهٔ فالکون اف-۱۶ به ایران منتشر کردند. این خبرها توسط یکی از مشاوران هوگو چاوز به صورت ضمنی تأیید شد. او به آسوشیتد پرس گفته بود که «ارتش ونزوئلا قصد دارد در پاسخ به تحریم دولت هوگو چاوز از خرید تسلیحات توسط ایالت متحده، ناوگان هوایی جنگنده‌های اف-۱۶ آمریکایی‌اش را به کشوری دیگر، احتمالاً ایران بفروشد». در پاسخ به این اظهارات، شان مک کورمک، سخنگوی وزارت امور خارجهٔ ایالت متحده به ونزوئلا هشدار داد و اظهار کرد که «بدون اجازهٔ کتبی ایالات متحده، ونزوئلا نمی‌تواند این تجهیزات نظامی، در اینجا جنگنده‌های اف-۱۶، را به کشوری ثالث منتقل کند».

## روابط با سایر کشورهای آمریکای جنوبی
روابط تجاری بین ایران و برزیل بین سال‌های ۲۰۰۲ تا ۲۰۰۷، چهار برابر شد و حتی تا پنج برابر نیز خواهد رسید، از سالانه ۲ میلیارد دلار به ۱۰ میلیارد دلار. علاوه بر برزیل، ایران چندین قرارداد اقتصادی با بولیوی، کوبا، اکوادور، و نیکاراگوئه نیز امضا کرده‌است. در نیکاراگوئه، ایران و ونزوئلا موافقت کردند تا ۳۵۰ میلیون دلار برای ساخت بندر دریایی در سواحل دریای کارائیب، سیستم لوله‌کشی، راه‌آهن و بزرگراه‌های میان کشوری سرمایه‌گذاری کنند. همچنین شرکت‌های ایرانی قصد ساخت دو کارخانهٔ سیمان در بولیوی را دارند. دیگر اقدامات ایران جهت گسترش روابط شامل عقد قرارداد با اکوادور برای ساخت کارخانهٔ سیمان و انعقاد چندین تفاهم‌نامهٔ دیگر در زمینهٔ همکاری‌های اقتصادی‌است. در چهار سال اول ریاست جمهوری احمدی‌نژاد، ایران شش سفارتخانهٔ جدید در آمریکای لاتین تأسیس کرد. سفارتخانه‌های جدید ایران در بولیوی، شیلی، کلمبیا، اکوادور، نیکاراگوئه و اروگوئه قرار دارند که به پنج سفارتخانهٔ پیشین ایران در آمریکای لاتین در آرژانتین، برزیل، کوبا، مکزیک و ونزوئلا افزوده شدند.

## اجلاس جی-۲ و بانک توسعه
در طول اجلاس سال ۲۰۰۹ جی-۲۰ در لندن، چاوز و احمدی‌نژاد به دیدار یکدیگر رفتند و از آن با نام «اجلاس جی-۲» یاد کردند. در این اجلاس، تشکیل بانک توسعه مشترک بین ایران و ونزوئلا با سرمایهٔ اولیهٔ ۲۰۰ میلیون دلار آمریکا اعلام شد.

## دیدارهای دوجانبه
هوگو چاوز در دیدار سال ۲۰۱۰ از ایران، «تهدیدهای حملهٔ نظامی علیه ایران توسط چند کشور» را محکوم کرد و گفت «ما می‌دانیم که آن‌ها نمی‌توانند انقلاب اسلامی را ناکام بگذارند». او ادامه داد که در نتیجهٔ چنین «تهدیدهای علنی» لازم است تا «اتحاد راهبردی را در زمینه‌های سیاسی، اقتصادی، فناوری، انرژی و اجتماعی تقویت کنیم». محمود احمدی‌نژاد نیز از ایدهٔ «اتحاد راهبردی» حمایت کرد و افزود که «ما متحد هستیم و مصمیم تا ناعدالتی‌ای که بر جهان حاکم است را پایان دهیم و آن را با نظم نوین جهانی مبتنی بر عدالت جایگزین کنیم. ایران و ونزوئلا متحدند تا یک نظم نوین جهانی مبتنی بر انسانیت و عدالت بر پا کنند. ما بر این باوریم که تنها نتیجهٔ قلدربازی‌های امپریالیسم در سرتاسر جهان، و بالاخص در آمریکای جنوبی، سقوط هر چه سریع‌تر قدرت‌های امپریالیستی خواهد بود.» دو کشور همچنین قراردادهایی در زمینه‌های نفت، گاز طبیعی، نساجی، بازرگانی، و ساخت مسکن امضا کردند.

## همکاری در زمینه انرژی
به دنبال تلاش امریکا برای تحریم صادرات بنزین به ایران در سال ۲۰۱۰ میلادی، هوگو چاوز کشتی های حامل بنزین را به ایران ارسال کرد. با افتتاح پالایشگاه میعانات گازی ستاره خلیج فارس ایران به خودکفایی در تولید بنزین رسید.
با روی کار آمدن دولت سیزدهم، ایران اقدام به بازسازی پالایشگاه‌های نیمه‌فعال و با ظرفیت بسیار پایین‌تر از ظرفیت اسمی در ونزوئلا کرده‌است و از طریق صادرات خدمات فنی- مهندسی علاوه بر بازسازی پالایشگاه کشور هدف، خوراک ورودی پالایشگاه را نیز منطبق بر نفت خام ایران تعبیه کرده‌است. در مهرماه ۱۴۰۱ نخستین پالایشگاه فراسرزمینی ایران به نام ال‌پالیتو در ونزوئلا راه اندازی شد. در این پالایشگاه روزانه یکصد هزار بشکه نفت خام پایش می‌شود.
بانک مرکزی ونزوئلا رشد اقتصادی در سال ۲۰۲۲ در حوزه نفت را به بازیابی ظرفیت تولید نفت خام از طریق مدیریت مستقیم (شرکت نفتی این کشور) و شرکت‌های مختلط (شرکت های خارجی در همکاری با شرکت نفت دولتی ونزوئلا) نسبت داده است.

## عمران و مسکن
شهرک هوگو چاوز یا شهرک ایرانی ها در نزدیکی شهر والنسیا در غرب کاراکاس پایتخت ونزوئلا قرار دارد. در این مکان طی سال های ۱۳۸۶ تا ۱۳۹۰ تعداد ۳۴۵۶ واحد مسکونی توسط شرکت ایرانی کیسون ساخته شده است. این شرکت ۲۰ هزار واحد مسکونی در هفت استان ونزوئلا ساخته است که در مجوع دولت ونزوئلا ۲ میلیارد دلار به این شرکت پرداخت کرده است. سود حاصل حدود ۴۰۰ میلیون دلار بوده است. شرکت کیسون در این پروژه با بهره گیری از دانش متخصصان سرعت پروژه را به حدی بالا برد که به طور میانگین در هر ساعت یک واحد مسکونی ساخته می شد. در این بازه زمانی شرکت های ایرانی در مجموع ۲۴۰۰۰ واحد مسکن در ونزوئلا ساخته اند. از این تعداد ۲۰۰۰۰ واحد مسکونی سهم کیسون بوده است و ۴۰۰۰ را شرکت خانه سازی ایرانیان برعهده داشته است.

## ورود نفت کش‌های ایران به ونزوئلا ۲۰۲۰
- اولین نفت کش ایرانی، فورچون حامل بنزین با پرچم ایران پیش از چهار نفت‌کش دیگر حوالی ساعت ۲۳ روز ۲۴ مه از مسیر کانال سوئز، دریای مدیترانه، تنگه جبل الطارق، اقیانوس اطلس و دریای کارائیب در ساحل بندر «ال پالیتا» (El Palita) شده و مشغول تخلیه محموله خود در پالایشگاه ال‌پالیتو شدند.[۲۶] معاون رئیس‌جمهور، وزیر انرژی و وزیر دفاع ونزوئلا در بندر «ال پالیتا» برای استقبال حاضر شدند. به گفتهٔ کاپیتان نفت کش فورچون، «با ورود نفت کش‌ها به آبهای انحصاری اقتصادی ونزوئلا شناورهای نظامی این کشور و بالگردهای هوا ـ دریای ارتش آنها را تا بندر «ال پالیتا» اسکورت کردند». او اشاره کرده‌است که «تمام فرایند طی شده از سوی جمهوری اسلامی کاملاً مطابق قوانین بین‌المللی تجارت آزاد و حقوق دریانوردی و آزادی کشتیرانی بوده و بدون هیچگونه تخطی از پروتکل‌ها صورت گرفته‌است.» ارزش این محموله‌های نفتی در بازارهای منطقه‌ای آمریکا حدود ۴۰ تا ۵۰ میلیون دلار تخمین زده شده‌است.[۲۷]
- مایک پومپئو، وزیر خارجه آمریکا در این زمینه، با توصیف اطرافیان رئیس‌جمهور ونزوئلا به عنوان «اوباش»، گفت آنها «بزرگ‌ترین دزدهای جهان» هستند و در حال شراکت با جمهوری اسلامی که «بزرگ‌ترین رژیم حامی تروریسم» محسوب می‌شود، هستند.[۲۸]
- نیکولاس مادورو رئیس‌جمهوری ونزوئلا در این ارتباط در توئیتی نوشت: «ایران متشکریم، تنها برادری ملت‌های آزاد است که ما را نجات خواهد داد».[۲۹] وزیر خارجه ونزوئلا در توئیتی گفت: «ایران و ونزوئلا همیشه در مواقع سختی از یکدیگر حمایت کرده‌اند. امروز اولین کشتی حامل بنزین برای مردم ما رسید.»[۳۰]
- رضا تقی‌زاده در گزارشی تحلیلی در رادیو فردا تصمیم جمهوری اسلامی در ارسال سوخت به ونزوئلا را یک اقدام سیاسی و فاقد ارزش اقتصادی قابل توجیه در مقایسه با ضریب خطر بالای چنین اقدامی دانست.[۳۱]
- اسکار روندرو یکی از نمایندگان مخالف مجمع ملی ونزوئلا طی یک موضعگیری گفت، حزب نیکلاس مادورو «می‌خواهد رسوایی خود را به عنوان یک پیروزی حماسی جا بزند.»[۲۸]
- به عقیده برخی کارشناسان، ارسال بنزین به ونزوئلا در شرایطی اتفاق افتاد که میزان تولید بنزین نیز از مصرف داخلی بیشتر بود و نیاز به صادرات آن به وجود آمد. از سوی دیگر این اقدام ایران در واقع تحقق آرزوی دیرینه ایرانی‌ها در تنوع سبد صادراتی و جلوگیری از صادرات تک‌محصولی موادخام و نفت‌فروشی است.[۳۲]

## کمک‌های ونزوئلا به ایران در بحبوحه زلزله بم
به گفته احمد سبحانی سفیر سابق ایران در ونزوئلا در هنگام زلزله بم چاوز کمک نقدی قابل توجهی به ایران کرد.

## صادرات نفتکش‌های افراماکس به ونزوئلا
در مردادماه ۱۳۹۱ نخستین فروند از نفتکش‌های افراماکس توسط شرکت صنعتی دریایی ایران با فاصله کمی از آغاز ساخت به آب انداخته شد و پس از آن به سفارش‌دهنده (ونزوئلا) تحویل داده شد.
در خرداد ماه ۱۴۰۱ دومین فروند از نفتکش‌های افراماکس تحویل کشور ونزوئلا داده شد.
کشتی آفراماکس دارای ۲۵۰ متر طول، ۴۴ متر عرض، ۲۱ متر ارتفاع، ۱۴/۸ متر آبخور، با ۱۵ نات سرعت است که قابلیت حمل ۸۰۰ هزار بشکه نفت را دارد.

## فروش موشک بالستیک به ونزوئلا
رئیس‌جمهوری کلمبیا مدعی شد که دولت ونزوئلا پس از پایان تحریم تسلیحاتی ایران در مهر ۲۰۲۰ قصد دارد از ایران موشک‌های میان برد و دوربرد خریداری کند.
به نوشته خبرگزاری «رویترز»، مادورو در جلسه هیئت دولت که به صورت مستقیم از تلویزیون ونزوئلا نیز پخش شد، خطاب به «ولادیمیر پادرینو» وزیر دفاع این کشور تلویحاً گفت که چرا ایده خرید موشک از ایران به ذهن خودشان نرسیده بود. وی در ادامه افزود: «پادرینو، چه ایده خوبی که با ایران صحبت کنیم و ببینیم چه موشک‌های کوتاه، میان و دور بردی دارند و با توجه به روابط عالی ما با ایران، امکان [خرید] آن را بررسی کنیم». رئیس‌جمهور ونزوئلا سپس برای تحقیر همتای کلمبیایی خود با لحنی طنزآمیز به وزیر دفاع خود گفت که سعی کند این نقشه را مخفی نگه دارد.